# Efekt přihlížejícího
Efekt přihlížejícího (též efekt apatického/nezúčastněného diváka; angl. bystander effect/bystander apathy) je sociálně psychologický jev, kdy lidé nenabídnou ve stavu nouze pomoc, jsou-li přítomny jiné osoby. Při mimořádné situaci tedy zmírňuje přítomnost ostatních svědků motivaci pomoci.

## Experimentální výzkum
Efektem přihlížejícího se poprvé začali dopodrobna zabývat američtí psychologové Bibb Latané a John Darley v šedesátých letech 20. století. V roce 1968 provedli několik experimentů, při kterých uměle navozovali stav mimořádné situace a pozorovali chování jedinců. V jednom z pokusů například vyplňovali studenti dotazník, přičemž začal do místnosti vnikat kouř. Pokud byl jedinec v místnosti sám, okamžitě přivolal pomoc. Když ale bylo v místnosti více osob, které nereagovaly a dále vyplňovaly dotazník, jedinec sice kouř zaregistroval, avšak když viděl, že ostatní nereagují, zůstal také v klidu sedět v místnosti. Při jiném experimentu skupina lidí zaslechla osobu prožívající epileptický záchvat. Pomoc přivolalo 85 % dvoučlenných, ale pouze 31 % šestičlenných skupin. V neposlední řadě provedl Bibb Latané, tentokráte ve spolupráci s americkou filantropkou Judith Rodinovou, pokus, při kterém vyplňovali studenti dotazník, když z vedlejší místnosti zaslechli křik dívky, která si zlomila nohu. Na situaci zareagovalo 70 % studentů, kteří byli v místnosti sami, a 40 % studentů, kteří byli v místnosti po dvojicích.
Efekt ovšem není omezen jen na člověka.

## Svědek mimořádné situace
Mimořádné situace, zkoumané Lataném a Darleym, charakterizuje pět základních znaků:
1. hrozí újma či k ní opravdu dojde
2. jsou neobvyklé/výjimečné
3. vzájemně se liší
4. jsou nepředvídatelné
5. vyžadují okamžité jednání[5]

Nečinnost svědka jako taková je často vysvětlována popisem člověka jako egoisticky motivovaného tvora, jehož činnosti (včetně pomoci druhým) jsou vždy motivovány především vlastním prospěchem. Aby člověk opravdu pomohl, musí mu v hlavě proběhnout několik procesů: všimne si události > uvědomí si, že se jedná o situaci nouze > vezme na sebe odpovědnost > ví co dělat > jedná. Pokud, byť jen jedna, z těchto „fází“ neproběhne, svědek zůstává nečinný.

## Faktory ovlivňující jednání přihlížejících
Psychologové John Darley a Bibb Latané na základě svého výzkumu z roku 1968, také pojmenovali dvě hlavní příčiny ovlivňující chování nezúčastněného svědka.

### Pluralistická ignorance (pluralistic ignorance)
Na zásah svědka má vliv počet přihlížejících osob. Přítomnost jiných lidí tlumí v krizové situaci motivaci pomoci. Ocitne-li se člověk v nové situaci, má sklon odpozorovávat vhodné chování od druhých. Ve skupině je však méně pravděpodobné, že bude jednotlivec jednat, přestože situaci jako stav nouze vyhodnotí. Důvodem může být obava, že se ostatním ukáže v situaci, v níž se ocitá poprvé, tudíž nebude vypadat zcela jistě a profesionálně.

### Rozptýlení zodpovědnosti (diffusion of responsibility)
Přítomnost nereagujících přihlížejících ovlivňuje první dvě fáze procesu rozhodování. I ve třetí fázi – převzetí zodpovědnosti, hraje (ne)přítomnost druhých roli: pokud je člověk jediným svědkem mimořádné situace, leží na něm veškerá odpovědnost za počínání, případně i vina kvůli nečinnosti, naopak u jednotlivců ve větší skupině dochází u k oslabení smyslu pro povinnost. Odpovědnost je rozptýlena na celou skupinu a jedinec pak snadno dojde k závěru, že "někdo přece musí něco udělat".

## Nejznámější případy

### Vražda Kitty Genovese
Osmadvacetiletá barmanka Kitty Genovese se vracela 13. března 1964 v brzkých ranních hodinách domů do čtvrti Kew Gardens v newyorském Queensu, když byla sexuálně napadena a několikrát pobodána před svým bytem. The New York Times zveřejnilo dva týdny po vraždě článek, v kterém bylo uvedeno, že útok vidělo nebo slyšelo 38 svědků, ale nikdo z nich nezavolal policii ani nepřišel na pomoc, dokud Genovese svým raněním na místě nepodlehla.
Nedostatečná reakce svědků, kteří viděli, či slyšeli výkřiky Genovese, vedla k výzkumu odpovědnosti a efektu přihlížejícího. Případ Kitty Genovese se tak stal učebnicovým příkladem sociální psychologie.
V článku od The New York Times byly odhaleny velké nepřesnosti o vraždě. V roce 1964 několik reportérů objevilo, že článek je v rozporu se skutečností, ale nechtěli v té době zpochybnit redaktory The New York Times. V americkém deníku American Psychologist vyšel v roce 2007 článek, v kterém se psalo, že se nenašel žádný důkaz o přítomnosti 38 svědků, policie byla tu noc přivolána okamžitě a Kitty Genovese byla ještě naživu, když policie dorazila na místo činu. O devět let později The New York Times označil svůj původní příběh za lehce zveličený, co se týče počtu svědků a jejich vnímání.
Devětadvacetiletý Američan Winston Moseley byl zatčen během vloupání šest dní po vraždě a později se doznal k vraždě Kitty Genovese. Byl shledán vinným a odsouzen k trestu smrti na elektrickém křesle. Avšak v roce 1967, tedy dva roky poté, co stát New York zrušil většinu trestů smrti, získal odvolání vůči rozsudku, a tak byl jeho trest změněn na doživotí. Winston Moseley zemřel ve vězení 28. března 2016 ve věku 81 let.

### Vražda Amandy Froistad
Opilý devětadvacetiletý počítačový programátor Larry Froistad v roce 1995 zapálil svůj dům v Severní Dakotě, zatímco uvnitř spala jeho pětiletá dcera Amanda Froistad. Poté zavolal policii a předstíral, že je rozrušený smrtí své dcery. Policie, která se osobně znala s Froistadem, se ho rozhodla nevyšetřovat jako možného pachatele.
Larry Froistad se v roce 1998 přiznal ke spáchání vraždy své dcery internetové skupině alkoholiků. Dostalo se mu spoustu odpovědí, někteří říkali, že to bylo už dávno, a jiní, že si vymýšlí. Pouze 3 z asi 200 členů, kteří email obdrželi, ho ohlásili. Tento incident byl popsán jako online verze efektu přihlížejícího.

### Napadení na Richmondské střední
V neposlední řadě v říjnu 2009 došlo k hromadnému znásilnění patnáctileté studentky v Kalifornii. Studentka byla opakovaně znásilněna skupinou mladých mužů na nádvoří školy, mezitím co se konal školní ples. Útoku, který trval dvě a půl hodiny, bylo svědkem kolem 20 osob, přičemž několik z nich si jej natáčelo, smálo se, a dokonce ostatní povzbuzovalo.